# The Settlers II

Головний екран гри.

The Settlers II: Veni, Vidi, Vici (нім. «Die Siedler II: Veni, Vidi, Vici»; укр. «Поселенці II: Veni vidi vici») — комп'ютерна гра у жанрі стратегії в реальному часі, розроблена і видана німецькою компанією Blue Byte Software (зараз: Ubisoft Blue Byte) у 1996 році на персональному комп'ютері під управлінням MS-DOS і Macintosh. У 2007 році було випущено видання гри для портативної ігрової приставки Nintendo DS. Гра поклала початок жанру економічної стратегії німецької школи.
Велика популярність «Поселенців II» призвела до того, що через рік після випуску гри створено «Золоте видання», яке включає також редактор рівнів, а після десяти років, в 2006 році, випущене «ювілейне» перевидання «The Settlers II 10th Anniversary», також розроблене Blue Byte Software і видане Ubisoft. На відміну від оригінальної гри, яка виконана у двовимірній графіці, «ювілейна» версія була створена з використанням тривимірного графічного рушія.

## Ігровий процес
«The Settlers II» виконана в жанрі стратегії в реальному часі і має ряд характерних для ігор даної спрямованості особливостей. «Поселенці», як і більшість «класичних» стратегій реального часу, слідують наступним шаблоном: збір ресурсів і будівництво поселення; створення армії і експансія з метою захоплення нових джерел ресурсів; атака супротивника з метою перехоплення доступу до ресурсів та/або знищення його армії і таборів.
У грі є можливість проходити кампанію (певну послідовність місій) або грати в так звані «сценарії», призначені для користувача місії. Підтримується як однокористувальницька, так і багатокористувацька гра за методом «Split screen».
Карта місцевості умовно поділена на шестикутні клітинки. Це означає, що з будь-якої клітини дорогу можна прокладати максимум на шість сусідніх клітин. Умовні зони, використовувані працівниками деяких будинків для своєї діяльності, і площі, утримувані військовими будинками, мають шестикутну форму.
Чим більше вільного місця навколо клітини, тим більшого розміру будівлю можна на ньому побудувати. Будівлі поділяються на п'ять типів: прапор, мала, середня, велика і шахта. Прапорцями позначаються початок і кінець дороги; прапорці стоять як на розвилках, так і на виході з будівлі.
Портами курсують кораблі. У грі порт — це будівля великого типу, яка будується там, де відзначено жовтим замком з якорем. Кораблі виробляються на верфях і можуть перевозити товари або відправлятися в експедиції.
Для того, щоб збільшити межі поселення, необхідно поставити біля краю локації військову будівлю, наприклад, вартову вежу, фортецю або казарму. Як тільки в будівлі оселиться перший солдат, навколо будівлі розшириться територія.

## Сюжет
Нижче наведено опис сюжету кампанії.
- «Ми йдемо» (англ. «Off we go») — перша, навчальна місія. Персонаж терпить корабельну аварію з невеликою кількістю людей на незнайомому острові під час шторму. Як тільки шторм стихає, люди зводять невеликий табір. Гравцю необхідно облаштувати його і дізнатися про своє місцезнаходження, а також відшукати шлях з цього острова. Після дослідження острова люди знаходять дивну арку, яка спалахує, опинившись на території табору. Персонаж вирішує пройти через неї в пошуках шляху додому.
- «Перша зустріч» (англ. «Initial contact») — пройшовши крізь арку гравець потрапляє на новий острів; у міру його дослідження виявляється намет людиною, яка виявляється римлянином і повідомляє, що він зі своєю командою також зазнали корабельної аварії, а небагато уцілілих крім нього зникли. Пізніше персонаж виявляє руїни військових будівель — вартової і сторожової вежі, а потім і цілий замок. Архітектори знімають ескізи; після цього дані споруди можна відтворити. Через кілька днів виявляється нове поселення — Зулуси, які поклоняються своєму ідолу. Персонаж вважає, що даний ідол — арка, яка потрібна, щоб далі шукати шлях додому. Зулуси не хочуть показувати ідол і його необхідно захопити, щоб відкрити подальший шлях.
- «Прохід» (англ. «The pass») — персонаж опинився на іншому острові на сході карти в оточенні двох племен Зулусів з північа і південьа відповідно. Гори на сході і на північ від бази багаті золотом. Необхідно дістатися до арки.
- «У відкритому морі» (англ. «On the high seas») — у цій главі відкривається можливість будувати порт і верф, про технології персонажу гравця розповідає вікінг. Після битви з ворожим табором відбудеться перехід до наступної місії. У цьому випадку можна перемогти не ведучи бойових дій — не зважаючи на сильну армію, у ворога мало каменю.
- «У пустках» (англ. «In the wasteland») — в цьому розділі відбувається бій з японською армією.
- «Розділені землі» (англ. «Divided country»)
- «Змія» (англ. «The snake») — у цій главі необхідно битися з племенами вікінгів.
- «Морські маршрути» (англ. «Sea routes»)
- «Сірий острів» (англ. «The Gray Island»)
- «Останні ворота» (англ. «The Last Gate»)

## Ремейк
У 2006 році вийшов ремейк гри, присвячений її десятиліттю — The Settlers II 10th Anniversary. Пізніше для рімейку вийшло доповнення «Вікінги». Ремейк не змінив традиції серії, які були частково видалені у минулій частині — The Settlers: Heritage of Kings.